# Abrostola tripartita
Abrostola tripartita là một loài bướm đêm thuộc họ Noctuidae. Nó được tìm thấy ở châu Âu và Xibia.

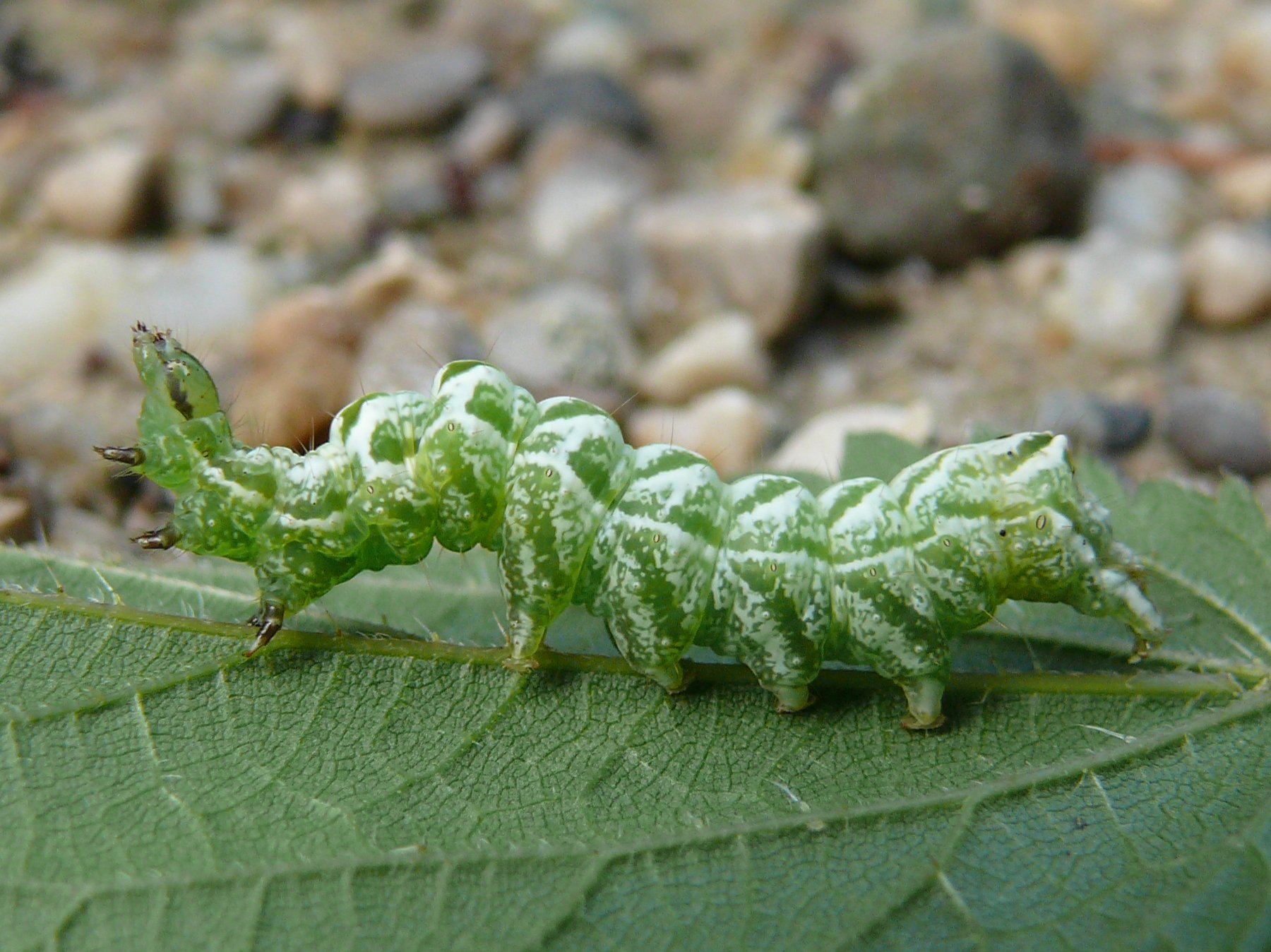
Sâu bướm

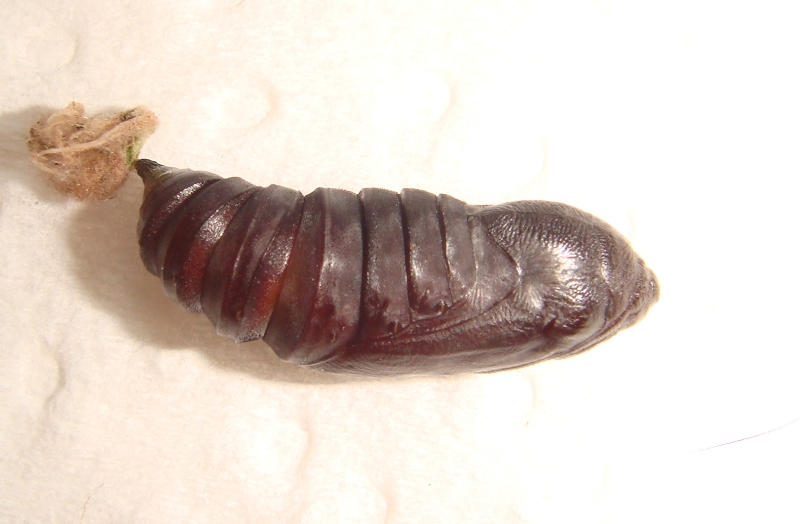
Nhộng

Ấu trùng ăn các loài Urtica.

## Hình ảnh

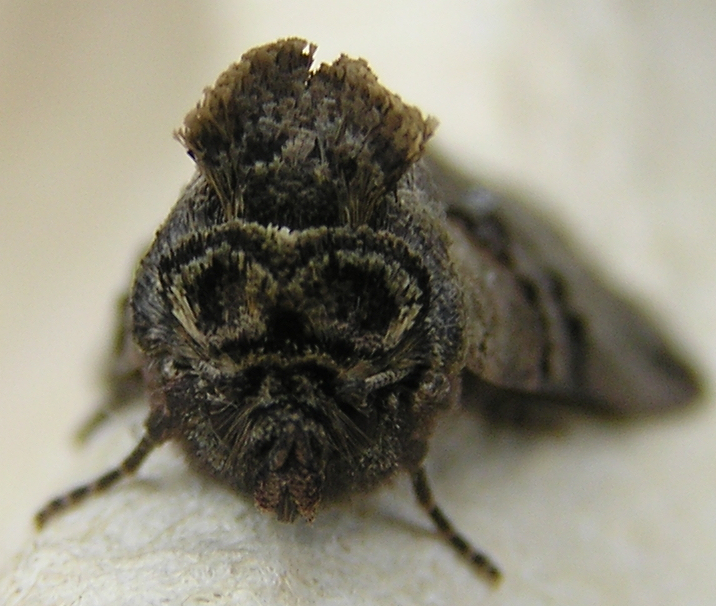
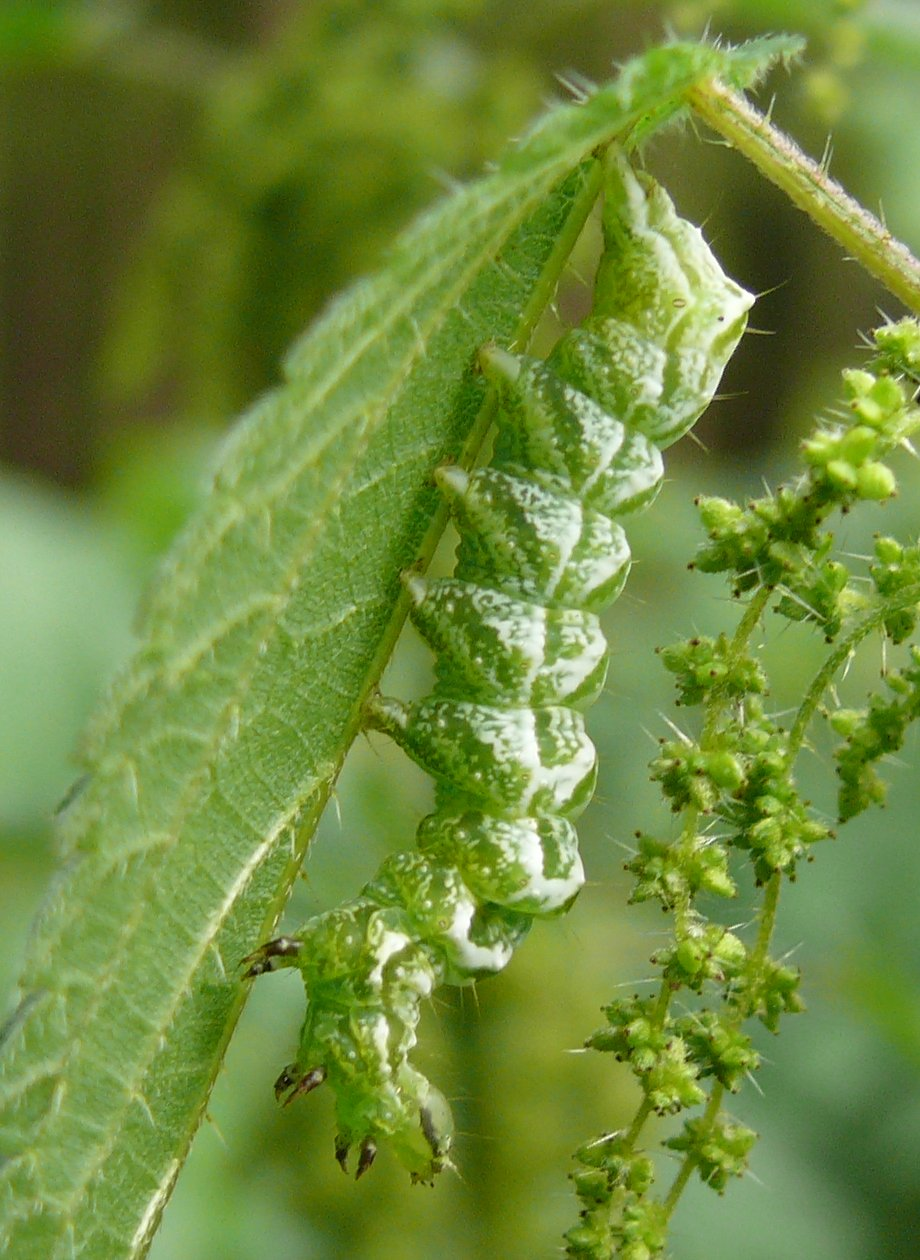
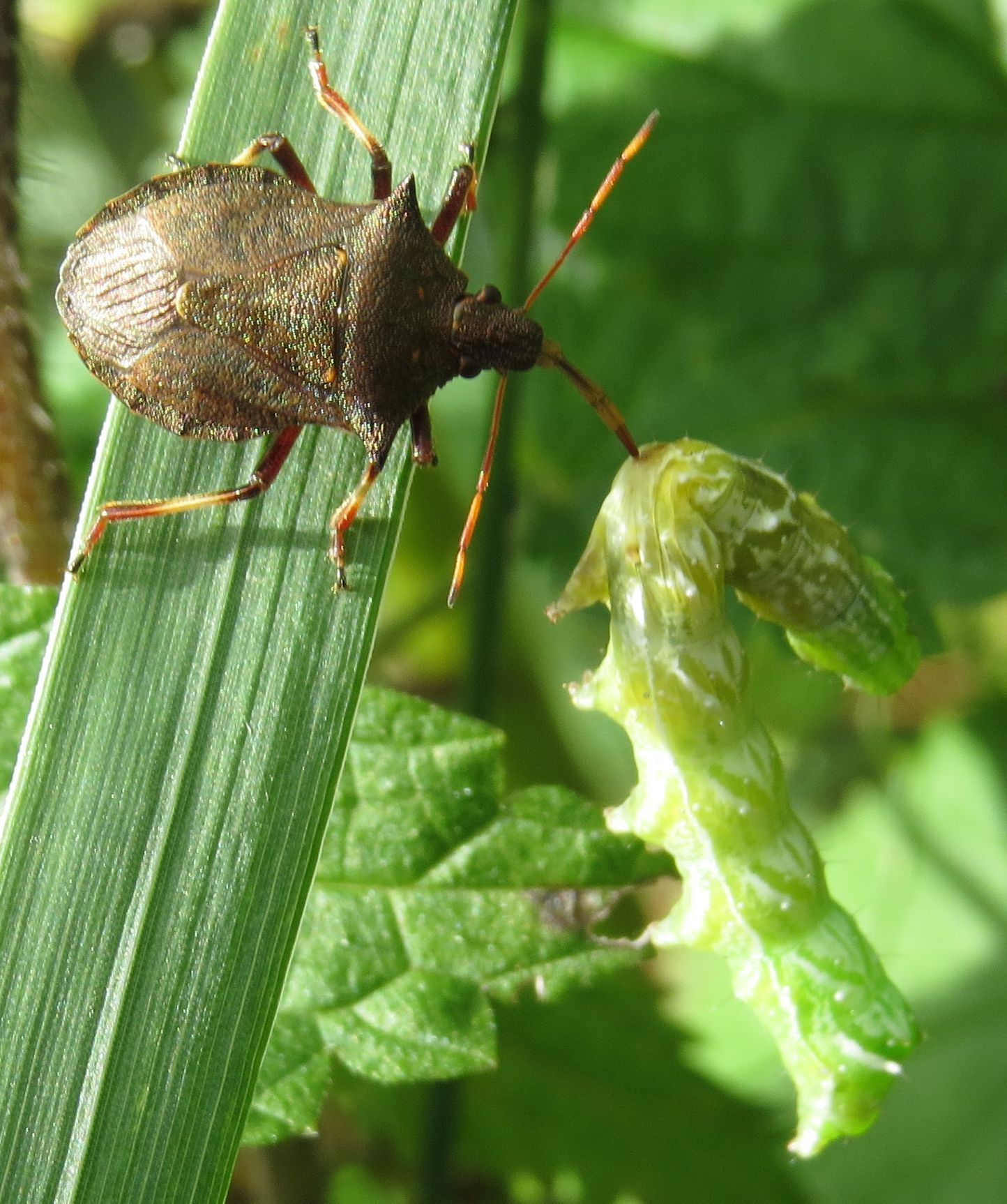
Ấu trùng của Abrostola tripartita bị Picromerus bidens tấn công
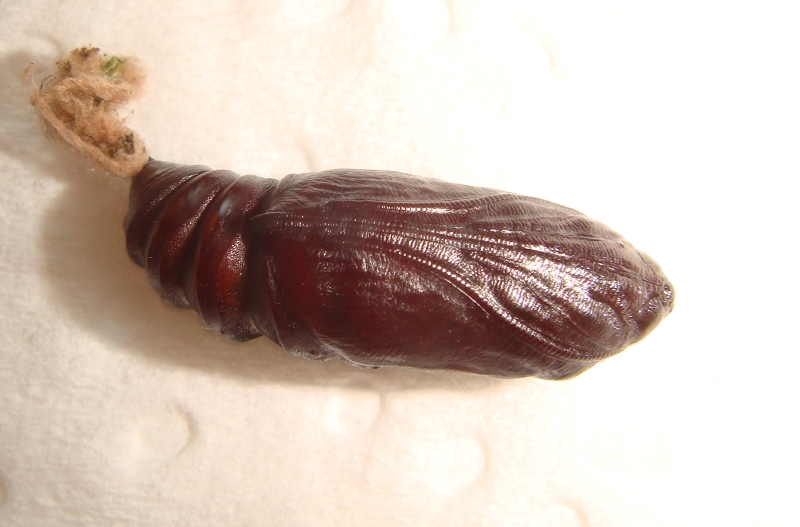